# 機動戦士ガンダムSEED 終わらない明日へ
『機動戦士ガンダムSEED 終わらない明日へ』（きどうせんしガンダムシード おわらないあしたへ）は、2004年10月7日はバンダイより発売されたPlayStation 2用ゲームソフト。

## 作品概要
本作はアニメ『機動戦士ガンダムSEED』の世界であるコズミック・イラを舞台とした3Dアクションシューティングゲームである。2003年に同社が発売したゲーム『機動戦士ガンダム めぐりあい宇宙』のゲームシステムが流用されており、『機動戦士ガンダムSEED ASTRAY』『ガンダムSEED MSV』のキャラクターや機体が多数登場するのが特徴。また、2003年7月31日に発売されたPlayStation 2用ゲーム『機動戦士ガンダムSEED』は原作のストーリーの途中までしか再現されていないが、本作は最後まで再現されている。
ゲームは、キラ・ヤマトとアスラン・ザラの2人の視点から物語を追体験していく「ストーリーモード」とムウ・ラ・フラガ、イザーク・ジュールなどのサブキャラクター達やミゲル・アイマンなど『ASTRAY』『MSV』のキャラクターによる「ミッションモード」の2つのモードがメインとなる。
この他に対戦モード、サバイバルモード、ギャラリーモードが存在し、中でもギャラリーモードはムービー・BGM・キャラクターのボイス・カットインが多数収録されており、ゲーム中に集めたポイントを用いてコスチュームチェンジができるなどキャラクターゲームとしての要素も強い。

## その他
- 雑誌『月刊ニュータイプ』による応募者全員サービスで配布された追加ディスクを使用することで、『機動戦士ガンダムSEED DESTINY』のインパルスガンダム（フォースのみ）や『MSV』の機体を入手することができた。